# Стрельба в Чаттануге
Стрельба в Чаттануге (англ. Chattanooga shootings) — вооружённое нападение, произошедшее 16 июля 2015 года в городе Чаттануга, штат Теннесси, США. Боевик открыл огонь по двум центрам призыва и резерва вооружённых сил США, убив пятерых военнослужащих, ранив одного военнослужащего и одного полицейского, после чего был убит на месте прибывшими силами полиции.